# Baby Let's Play House

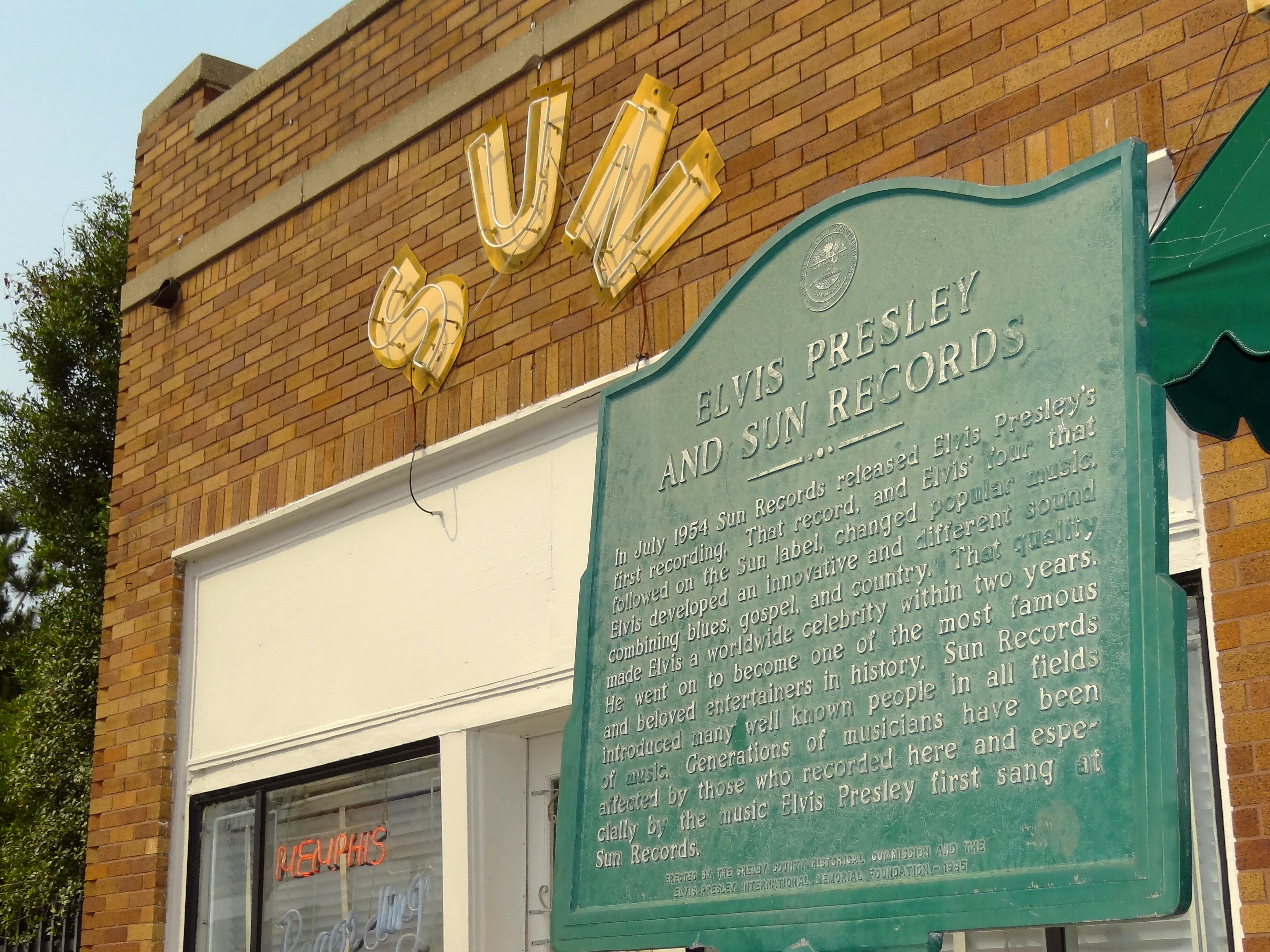
Sun Records estudio en la Avenida Unión en Memphis Tennessee

"Baby Let's Play House" (Lit. "Nena juguemos a la casa") traducida en Latinoamérica como "Nena juguemos al doctor" es una canción escrita y grabada originalmente por Arthur Gunter en 1954 en el sello Excello Records,   y versionada y popularizada por Elvis Presley al año siguiente en Sun Records. 
Varios años después John Lennon tomó prestada una línea de la canción ("Preferiría verte muerta, niña, que estar con otro hombre") para su canción de los Beatles "Run for Your Life", lanzada en Rubber Soul en 1965.

## Versión de Elvis Presley
La versión de Presley difiere mucho de la original: Presley comenzó la canción con el estribillo, en el lugar donde Gunter comenzaba con el primer verso, y reemplazó la línea de Gunter "You may get religion" con la frase  "You may have a Pink Cadillac", refiriéndose a su auto Cadillac de 1955 pintado a medida en ese color, que también servía como transporte de la banda en ese momento. 
"Baby Let's Play House" fue el cuarto disco editado de Presley en lacompañía Sun, y se convirtió en la primera canción grabada por Presley en aparecer en una lista nacional cuando alcanzó el número 5 en la lista Billboard Country Singles en julio de 1955.
La versión de Presley además comienza con él presentando la letra de manera tartamuda por parte de un músico profesional, donde usa de forma repetitiva la palabra "baby" y la sílaba "ba" o letra "b".  Estos recursos no se encuentran en la versión original de Gunter. 

## Músicos
Elvis Presley voz y guitarra acústica rítmica
Scotty Moore guitarra eléctrica líder
Bill Black contrabajo

## Presentación en el programa Stage Show
Elvis junto a sus Blue Moon Boys, la banda de apoyo integrada por Scooty Moore, Bill Black y D.J. Fontana, interpretaron Baby let's play house en el programa de televisión Stage Show de los hermanos Jimmy y Tommy Dorsey en 1956. Al cantar Elvis sobre un micrófono de cinta con circuito bidireccional, de los estilos RCA, su guitarra acústica rítmica quedaba junto a su voz en un primer plano, mientras que durante los dos solos de guitarra de Scotty Moore, Elvis se retiraba del alcance del micrófono para bailar y de esa manera la guitarra de Scotty pasaba a un primer plano.  